# Pangolí cuallarg
El pangolí cuallarg (Phataginus tetradactyla) és un pangolí arborícola que habita els boscos subsaharians d'Àfrica. El seu nom és degut a la seva cua especialment llarga (una mitjana de 60 cm). Malgrat la mida de la cua, es tracta de l'espècie més petita de pangolí. És un animal nocturn i insectívor.
Com en el cas d'altres pangolins, el pangolí cuallarg està cobert d'escates sobreposades, que en aquesta espècie són de color marró fosc. La punta de la cua no en té i serveix per agafar-se a les branques. El seu abdomen està cobert de pelatge fosc en lloc d'escates.